# Tiefenroth
Tiefenroth ist ein Stadtteil der oberfränkischen Kreisstadt Lichtenfels.

## Geografie
Das Dorf liegt etwa acht Kilometer nordwestlich der Lichtenfelser Kernstadt, etwa zwei Kilometer südlich von Birkach am Forst. Tiefenroth liegt an der B 289, die die angrenzende Gemeinde Untersiemau mit der A 73 verbindet.

## Geschichte
Tiefenroth wurde im 9. Jahrhundert als Eintrag im sogenannten Banzer Reichsurbar erstmals erwähnt: In „Rode“ gehörten der Fuldaer Kirche die Territorialherrschaft und zehn Mansen. Die nächste Nennung war 1381, als Konrad von Redwitz die Vogtei über „Rode“ an das Kloster Banz verkaufte.
Bis zum Ende des Alten Reiches gehörte Tiefenroth zum Kloster Banz. Mit dem Gemeindeedikt bildete der Ort mit damals 96 Einwohnern zusammen mit Stetten und dem benachbarten Gnellenroth ab 1818 die Gemeinde Stetten im Landgericht Lichtenfels.
1875 hatte Tiefenroth 130 Einwohner und 66 Gebäude. Die katholische Kirche und Schule befanden sich im 3 Kilometer entfernten Altenbanz. Die nächstgelegene evangelische Kirche war in Buch am Forst.
1950 hatte Tiefenroth 143 Einwohner und 20 Wohngebäude. Am 1. Januar 1975 erfolgte die Eingliederung von Tiefenroth in die Stadt Lichtenfels.

## Baudenkmäler
In der Liste der Baudenkmäler in Lichtenfels (Oberfranken) sind für Tiefenroth zehn Baudenkmäler aufgeführt.
Siehe auch: Rathaus (Tiefenroth)

## Sonstiges
Tiefenroth besitzt eine eigene Feuerwehr. Am letzten Sonntag im Juli wird alljährlich das Backofenfest gefeiert.